# Wola Gutowska
Wola Gutowska – wieś w Polsce położona w województwie mazowieckim, w powiecie radomskim, w gminie Jedlińsk. W podziale na regiony fizycznogeograficzne położona jest w makroregionie Wzniesień Południowomazowieckich na Równinie Radomskiej. Leży w bezpośrednim sąsiedztwie Jedlińska przy drodze krajowej nr 7. Jej układ przestrzenny wyznacza rozproszona zabudowa jednorodzinna i zagrodowa. Ważnym sektorem gospodarki Woli Gutowskiej jest rolnictwo.
Wieś ma status sołectwa.
Pierwsze wzmianki o miejscowości (1471 r.) są ściśle związane z przedstawicielami rodu Półkoziców, którzy z biegiem czasu zaczęli posługiwać się nazwiskiem „Gutowscy”. Zjawiskiem charakterystycznym dla wsi były częste zmiany własnościowe. Po Gutowskich jednym z właścicieli majątku był Stanisław Witowski z Popowa herbu Rola. Prywatna wieś szlachecka, położona była w drugiej połowie XVI wieku w powiecie radomskim województwa sandomierskiego. 
Wierni Kościoła rzymskokatolickiego należą do parafii  Świętych Apostołów Piotra i Andrzeja w Jedlińsku.

## Geografia
Wola Gutowska położona jest w obrębie Wzniesień Południowomazowieckich na Równinie Radomskiej. Przez wieś przepływają rzeki: Radomka – płynąca licznymi meandrami w prosto uregulowanym korycie i Radomka Młyńska - płynąca w sztucznym korycie, tworząca naturalne zakola i niewielkie łachy piasku. Znajduje się III strefie zagrożenia powodziowego w przypadku awarii zapory czołowej zalewu Jezioro Domaniowskie.
Miejscowość leży przy drodze krajowej nr 7, w bezpośrednim sąsiedztwie Jedlińska (od zachodu). Układ przestrzenny Woli Gutowskiej stanowi rozproszona zabudowa jednorodzinna i zagrodowa.
W latach 1933–1954 wieś należała do jednostki pomocniczej gmin – gromady Wola-Gutowska (w jej skład wchodziła również kolonia Ług 
Zamłynie) w gminie Jedlińsk, a w latach 1954-1972 wchodziła w skład nowo utworzonej gromady Jedlińsk. 1 stycznia 1973 ponownie przyłączono ją do reaktywowanej gminy Jedlińsk.

## Historia
Z okresu średniowiecza pochodzą pierwsze udokumentowane informacje o właścicielach Woli Gutowskiej, wspominające ród rycerski Półkoziców, jeden z najbardziej rozgałęzionych w ówczesnym rejonie. W dokumentach z lat 1411-1420 widnieje Gotard z Gutowa, ale ze źródeł pochodzących z 1471 r. występują bracia Paweł i Jan, z których pierwszy był właścicielem Gutowa i Woli Gutowskiej. Synem Pawła był Jan o przydomku „Zasada”, wymieniany w Liber beneficiorum dioecesis Cracoviensis Jana Długosza pod określeniem „de Gutow” jako właściciel Gutowa, Woli Gutowskiej i części wsi Jawor.
W pierwszych latach XVI wieku córka posiadacza Woli Gutowskiej i Gutowa, Anna z rodu Półkoziców, zawarła związek małżeński z Aleksandrem z Ostrołęki, synem kasztelana czerskiego Wiganda, pieczętującego się herbem Ciołek. Ich syn, Mikołaj, dokonując czynności urzędowych, określał siebie jako „Gutowskiego” lub też „Ostrołęckiego z Gutowa”. Z biegiem czasu pierwsza z tych form utrwaliła się na stałe u jego potomków jako nazwisko. W 2. połowie XVI wieku współwłaścicielami obu wsi byli synowie Mikołaja, Jan i Sebastian. Obaj pozostawili po sobie kilku synów, co spowodowało silne rozgałęzienie rodziny Gutowskich, którzy trwali na pozycji średniozamożnej szlachty, jednak nigdy nie sięgnęli po wysokie godności.
W I połowie XVII wieku posiadaczem Woli Gutowskiej był Stanisław Witowski z Popowa herbu Rola, syn Stanisława Witowskiego  (zm. 1641) i Elżbiety Zebrzydowskiej. W posiadaniu miał również m.in. Jedlińsk i Jedlankę.
W dniach 10-11 czerwca 1809 r. w okolicach Woli Gutowskiej rozegrała się bitwa jedlińsko-jankowicka.
W 1881 w Woli Gutowskiej było 31 domów, 207 mieszkańców i 386 mórg ziemi włościańskiej oraz karczma.
W lipcu 1937 r. Starosta Powiatowy Radomski podjął decyzję o wdrożeniu postępowania scaleniowego wsi.
W 2008 r. pojawiła się koncepcja włączenia części dotychczasowych terenów sołectw Wola Gutowska i Jedlanka do sołectwa Jedlińsk, gdyż tereny te wykazują zwartą zabudowę mieszkaniową przylegającą do zabudowy Jedlińska. Tym samym powstałaby duża zwarta aglomeracja Jedlińska, która miała być poważnym argumentem w działaniach mających na celu przywrócenie praw miejskich gminnej siedziby.

## Infrastruktura
Podstawowym źródłem zaopatrzenia w wodę gospodarstw domowych w Woli Gutowskiej jest wodociąg grupowy „Jedlińsk” zasilany z ujęcia Jedlińsk o wydajności 85 m³/h (awaryjna studnia o wydajności 72 m³/h). W miejscowości znajduje się odcinek długości 4,27 km gminnej sieci kanalizacji sanitarnej grawitacyjno-ciśnieniowej wraz z 3 pompowniami ścieków (lata budowy: 2011–2012). Wieś zaopatrzona jest w gaz ziemny za pośrednictwem gazociągów średnioprężnych wyprowadzonych ze stacji redukcyjno-pomiarowej w Jedlińsku.
W Woli Gutowskiej funkcjonuje ogólnodostępne zaplecze sportowo-rekreacyjne dla mieszkańców, wybudowane w 2014. W jego skład wschodzą: boisko wielofunkcyjne o nawierzchni syntetycznej wraz z podbudową, przeznaczone do gry w: piłkę ręczną, koszykówkę, siatkówkę i tenis ziemny, a także plac zabaw.
Komunikacja autobusowa łączy wieś z okolicznymi miejscowościami linią relacji: Wieniawa – Przytyk – Jedlińsk.
Przez miejscowość, położoną przy drodze krajowej nr 7, przebiega również droga powiatowa nr 3336W Wieniawa – Przytyk – Jedlińsk na odcinku o długości 775 m. Droga ta została zmodernizowana w 2007 r. Przez wieś biegnie także zielony szlak pieszy Kock – Zwoleń (dł. 123 km).

## Gospodarka
Tradycyjnym i nadal ważnym źródłem utrzymania części mieszkańców jest praca w rolnictwie. W gminie Jedlińsk głównie uprawiane są zboża (żyto, owies) i ziemniaki. Część gospodarstw wyspecjalizowała się natomiast w produkcji ogrodniczej na potrzeby rynku lokalnego i przetwórstwa, np. w Woli Gutowskiej znajdują się 4 gospodarstwa uprawiające pod osłonami papryki i pomidory.
W miejscowości funkcjonują również 2 spośród 14 większych zakładów działających na terenie gminy:
- produkcja części dla przemysłu maszynowego,
- produkcja wyrobów gumowych do maszyn rolniczych[26].

## Demografia
Według Narodowego Spisu Powszechnego 2011 liczba ludności w Woli Gutowskiej to 339, z czego 52,2% mieszkańców stanowią kobiety, a 47,8% to mężczyźni. Miejscowość zamieszkuje 2,4% mieszkańców gminy.
54,8% mieszkańców wsi jest w wieku produkcyjnym, 33,9% w wieku przedprodukcyjnym, a 11,3% w wieku poprodukcyjnym.
| Rok             | 1970 | 1978  | 1988 | 1998  | 2011   |
| Liczba ludności | 241  | 239   | 251  | 310   | 339[1] |
| % ±             | –    | −0,8% | 5%   | 23,5% | 5,7%   |
Źródło danych